# Джерело № 7 (Кобилецька Поляна)
Джерело № 7 — гідрологічна пам'ятка природи місцевого значення. Об'єкт розташований на території Рахівського району Закарпатської області, с. Кобилецька Поляна, ДП «Великобичківське ЛМГ», Середньо-Ріцьке лісництво, урочище Григоцел, квартал 17, виділ 11.
Площа — 0,5 га, статус отриманий у 1984 році.